# Viribestus suyanensis
Genre
Espèce
Viribestus suyanensis, unique représentant du genre Viribestus, est une espèce d'araignées aranéomorphes de la famille des Salticidae.

## Distribution
Cette espèce est endémique de la province d'Enga en Papouasie-Nouvelle-Guinée,. Elle se rencontre vers Suyan à 2 300 m d'altitude.

## Description
La carapace du mâle holotype mesure 2,0 mm de long et l'abdomen 3,0 mm.

## Étymologie
Son nom d'espèce, composé de suyan et du suffixe latin -ensis, « qui vit dans, qui habite », lui a été donné en référence au lieu de sa découverte, Suyan.

## Publication originale
- Zhang & Maddison, 2012 : New euophryine jumping spiders from Papua New Guinea (Araneae: Salticidae: Euophryinae). Zootaxa, no 3491, p. 1-74.